# Сайрам-Угамский национальный парк
Сайрам-Угамский государственный национальный природный парк (каз. Сайрам-Өгем мемлекеттік ұлттық табиғи паркі) — национальный парк в Казыгуртском, Толебийском и Тюлькубасском районах Туркестанской области Казахстана, в 280 км от Туркестана и 70 км от Шымкента. Расположен в северной части Западного Тянь-Шаня, включает отроги Таласского Алатау, а также массивы Угам, Каржантау и Боралдайтау.

## Флора и фауна
Для гор на территории национального парка характерна высотная поясность. В парке расположены семь природных зон, от степной у подножия гор до высокогорной. Это обеспечивает большое разнообразие живой природы. Встречаются 59 видов млекопитающих, в том числе эндемичный для Западного Тянь-Шаня сурок Мензбира, около 300 видов птиц и 1635 видов растений, из которых 240 занесены в Красную книгу Казахстана.

## Организация
Территория национального парка разделена на три зоны с различным режимом доступа: заповедного режима (доступ закрыт), туристическую и рекреационную.
На территории национального парка расположены такие туристические объекты, как: пик Сайрамский, высота которого составляет 4238 м над уровнем моря; скалы Кырык кыз, что в переводе с каз.означает «кырык» — сорок, «кыз» — девушка; озеро Макпал, находящееся на высоте 2100 м над уровнем моря; высокогорное озеро Сусынген (1700 м над уровнем моря), в переводе с каз. «вода ушла в землю»; наскальные рисунки в верхней части ущелья реки Сазаната, а также здесь произрастают тюльпаны Грейга.

## Список использованной литературы
- Наследие Туркестанской области. с.81. Сайрам-Угамский государственный национальный природный парк.